# Пярну-Яагупи
Пя́рну-Я́агупи (эст. Pärnu-Jaagupi) — городской посёлок в волости Пыхья-Пярнумаа уезда Пярнумаа, Эстония. 
С 1993 до 2017 года являлся административным центром волости Халинга (упразднена) уезда Пярнумаа.
Статус посёлка городского типа получил в 1945 году. По данным БСЭ в Пярну-Яагупи размещались предприятия пищевой промышленности.

## Население
| 1959 | 1970 | 1979 | 1989 | 2011 |
| ---- | ---- | ---- | ---- | ---- |
| 1234 | 1191 | 1410 | 1534 | 1195 |